# Ravuri Bharadhwaja
Rāvūri Bharadvāja (5 de julio de 1927 - 18 de octubre de 2013) fue un novelista, cuentista, poeta y crítico Telugu ganador del premio Jnanpith.

## Biografía
Nacido en una familia pobre, no pudo estudiar más allá de la clase 7, pero ganó fama a través de sus cuentos, poesía y reseñas críticas. Había hecho varios trabajos, trabajó en los semanarios y también en All India Radio .
Recibió doctorados honorarios, un premio central Sahitya Akademi y en última instancia el premio Jnanpith. Fue el tercer escritor Telugu en ser honrado con el premio literario más importante del país. Fue galardonado con el 48a premio Jnanpith para el año 2012 que fue anunciado el 17 de abril de 2013 por su trabajo Paakudu Raallu.
Escribió 37 libros de cuentos , diecisiete novelas, cuatro play-lets, y cinco piezas radiofónicas. También contribuyó con profusión a la literatura infantil. Paakudu Raallu, una descripción gráfica de la vida detrás de la pantalla en la industria cinematográfica, se considera su obra maestra. Jeevana Samaram es otra de sus obras más populares.
Ravuri falleció en el Hospital Care en Banjara Hills, Hyderabad el 18 de octubre de 2013.

## Obras
Tiene 37 libros de cuentos, 17 novelas, seis novelas cortas para niños y ocho obras de teatro en su haber.
- Phantomy quintette and other stories, Translator Purush, India Balaji Grandha Mala, 1970
- Love's labour lost and other stories, Rāvūri Bharadvāja, Translator Purush, M. Seshachalam, 1975
- Ad infinitum: featurised poetic story, Rāvūri Bharadvāja, Balaji Grandhamala, 1987
- Kaumudi translated by Navnit Madrasi, 1988
- Un Aankhon ki katha: (short story). Bharatiya Jnanpith, 1991
- Ripple-marks: readings from Bharadwaja's Eegiac pentad